# Coleura afra
Emballonure d’Afrique, Coléoure d’Afrique
Espèce
Répartition géographique
Statut de conservation UICN

 LC  : Préoccupation mineure
Coleura afra, l’Emballonure d’Afrique ou Coléoure d’Afrique, est une espèce de mammifères chiroptères (chauves-souris), insectivores, de la famille des Emballonuridae, présente en Afrique continentale.

## Description
Coleura afra est une toute petite chauve-souris de 10-12 g, les femelles étant légèrement plus grosses que les mâles. Les avant-bras mesurent jusqu’à 55 mm. La fourrure est brun foncé, et légèrement plus claire sur le ventre. Le nez est en forme de cône pointu et le rhinarium est noir et nu. Le tragus de l’oreille porte une excroissance. Elle possède une queue. Dernier critère, plus complexe, la mâchoire inférieure possède trois paires d’incisives. Coleura afra est insectivore, se nourrissant de toute une gamme de petits insectes, mais particulièrement de coléoptères et de lépidoptères. L'alimentation dépend fortement de la saison, avec une activité d'alimentation beaucoup plus importante pendant la saison des pluies. Cela reste logique car c'est la saison où la nourriture végétale est abondante pour ces insectes, et qu'ils sont donc très actifs. 

## Répartition et habitat
L’aire d’origine de cette espèce est une majorité de l’Afrique subsaharienne et de son pourtour par l’Ouest et l’Est, à laquelle il faut exclure le Sud du continent,. Aujourd’hui, cette aire est plutôt diminuée et fragmentée, notamment en Afrique de l’Ouest. Elle habite les savanes et forêts claires, sèches mais également humides. On la retrouve aussi dans les zones habitées, les affleurements rocheux et les montagnes de faible altitude. 

## Conservation
Malgré un recul net de son aire de répartition et une diminution de ses habitats, l'espèce reste considérée comme de préoccupation mineure par l'UICN.

## Systématique
Le nom valide complet (avec auteur) de ce taxon est Coleura afra (Peters, 1852).
L'espèce a été initialement classée dans le genre Emballonura sous le protonyme Emballonura afra Peters, 1852.
Coleura afra a pour synonymes :
- Coleura gallarum nilosa Thomas, 1915
- Emballonura afra Peters, 1852